# Saint-Émilion (wijndistrict)

Zicht op de kerk van Saint-Émilion

Saint-Émilion is een wijnstreek op de rechteroever van de Dordogne, nabij Libourne.

## Ligging
De wijngaarden omringen de stad Saint-Émilion. Zij werden opgedeeld in de côtes (hellingen) en de graves (kiezelgronden). Wijnen van de côtes zoals Château Ausone zijn voller van smaak dan die van de graves zoals Château Cheval Blanc die in principe verfijnder en rijker van smaak zijn.
Enkel de wijnen uit de gemeentes Saint-Émilion, Saint-Christophe-des-Bardes, Saint-Étienne-de-Lisse, Saint-Laurent-des-Combes, Saint-Pey-d'Armens, Saint-Hippolyte, Saint-Sulpice-de-Faleyrens, Vignonet en een gedeelte van Libourne mogen de AOC Saint-Emilion of Saint-Emilion Grand Cru dragen.
Saint-Émilion is een van de beroemdste wijndistricten in de wereld. Het wijngebied beslaat een oppervlakte van 5500 ha. In dit deel van de Bordelais wordt al sinds de 3de eeuw wijnbouw bedreven. Daardoor heeft het een van de langste tradities van het hele wijnbouwgebied Bordeaux. Er wordt enkel rode wijn geproduceerd.

## Druivenrassen
Volgens de Appellation d'Origine Contrôlée mogen de volgende druivenrassen worden gebruikt voor het maken van rode wijn in de Saint-Émilion: Merlot, Cabernet Sauvignon, Cabernet Franc, Carménère en Malbec.

## Bodem
Men treft verschillende ondergronden aan in de Saint-Émilion;
- Bodem met stenen, kiezels en grote stenen
- Bodem van de hellingen, zand en een kleine hoeveelheid klei
- Kiezel en klei bodem langs de monding van de Dordogne
- Hellingen, zachte kalksteen
- Plateau, kalksteen met kalkgrond
- Zandbodem

Saint-Émilion heeft een zeer diverse bodemsamenstelling. Er zijn de côtes, de graves en de zandbodem. De côtes zijn de heuvelhellingen, de graves zijn de kiezelgronden en de zandbodem is het stuk diep zand tussen Saint-Émilion en Pomerol.

## Classificatie
Volgens de A.O.C. zijn er twee indelingen voor de wijnen van de Saint-Émilion. Allereerst de A.O.C. Saint-Émilion. Daarnaast de A.O.C. Saint-Émilion Grand Cru. Verwar de Saint-Émilion Grand Cru echter niet met de Saint-Émilion Grand Cru Classés. De Grand Cru zonder de toevoeging Classé betekent slechts dat de wijn meer alcohol bevat en niet officieel geclassificeerd is.
Saint-Émilion was niet opgenomen in de wijnclassificatie van 1855. Pas in 1955 kreeg de gemeente een eigen ranglijst. Het initiatief hiertoe werd genomen door de lokale wijnboeren. Omdat de lijst niet rigide zou zijn, en men dus van het begin wilde vermijden dat de classificatie verouderd zou worden, werd besloten de lijst elke 10 jaar te herbekijken. De tien jaar werden niet helemaal gerespecteerd, maar er waren herzieningen in 1959, 1969, 1986, 1996 en 2006. Deze laatste werd aangevochten door acht domeinen die gedeclasseerd werden. De rechtbank annuleerde de classificatie in juli 2008 en bevestigde dit in beroep in maart 2009. Voor de oogst 2009 mochten de wijngaarden de classificatie van de lijst van 1996 gebruiken. Na een herziening van het reglement kwamen er nieuwe ranglijsten in 2012 en 2022. De classificatie is gebaseerd op bodem, smaak, prijs en reputatie van de wijngaard.

### Premiers Grand Crus Classés A
- Château Ausone
- Château Cheval Blanc
- Château Angélus
- Château Pavie

### Premiers Grand Crus Classés B
- Château Beau-Séjour (Bécot) *
- Château Beauséjour (Duffau-La Garrosse)
- Château Belair
- Château Canon
- Château Clos Fourtet
- Château Figeac
- Château La Gaffelière
- Château Magdelaine
- Château Pavie-Macquin *
- Château Troplong-Mondot *
- Château Trottevieille

De met * aangeduide domeinen waren van 2006 tot 2009 in discussie.

### Grands Crus Classés
- Château Balestard La Tonnelle
- Château Bellefont-Belcier *
- Château Bergat
- Château Berliquet
- Château Cadet-Piolat
- Château Cadet-Bon
- Château Canon-La Gaffeliére
- Château Cap de Mourlin: Veuve Jean Capdemourlin en Jacques Capdemourlin
- Château Chauvin
- Château Corbin
- Château Corbin-Michotte
- Château Dassault
- Château Destieux *
- Château Fleur-Cardinale *
- Château Fonplégade
- Château Fonroque
- Château Franc-Mayne
- Château Grand Corbin
- Château Grand Corbin Despagne
- Château Grand Mayne
- Château Grand Pontet
- Château Guadet Saint-Julien
- Château Haut Corbin
- Château Haut Sarpe
- Château L'Arrosée
- Château La Clotte
- Château La Croix Calendreau
- Château La Couspaude *
- Château La Dominique
- Château La Serre
- Château Laniote
- Château Larcis-Ducasse
- Château Larmande
- Château Laroque
- Château Laroze
- Château Le Prieuré
- Château les Grandes Murailles *
- Château Matras
- Château Moulin-du-Cadet
- Château Pavie-Decesse
- Château Ripeau
- Château Saint-Georges Côte Pavie
- Château Sansonnet
- Château Soutard
- Clos de l'Oratoire
- Clos des Jacobins
- Clos Saint-Martin
- Couvent des Jacobins

De domeinen Bellevue, le Châtelet, La Clusière, le Couvent, Croque-Michotte, Curé-Bon La Madeleine, Faurie de Souchard, Grand-Barrail-Lamarzelle-Figeac, Lamazelle, Closeb de Madeleine, Mauvezin, Pavillon-Cadet, Petit-Faurie-de-Soutard, Sansonnet, Tertre Daugay, La Tour du Pin Figeac (A. Mouiex), La Tour du Pin Figeac Bélivier, La Tour Figeac, Trimoulet, Villemaurine en Yon-Figéac maken ook deel uit van de verwarring en de aangevochten AOC-lijst.